# Trochocyathus caryophylloides
Trochocyathus caryophylloides är en korallart som beskrevs av Alcock 1902. Trochocyathus caryophylloides ingår i släktet Trochocyathus och familjen Caryophylliidae. Inga underarter finns listade i Catalogue of Life.